# 973. grenadirski polk (Wehrmacht)
973. grenadirski polk (izvirno nemško 973. Grenadier-Regiment; kratica 973. GR) je bil pehotni polk Heera v času druge svetovne vojne.

## Zgodovina
Polk je bil ustanovljen novembra 1943 in dodeljen 364. pehotni diviziji; januarja 1944 je bil dodeljen 77. pehotni diviziji.